# 西清诗话
西清诗话是蔡京季子蔡绦所著的一本诗话，凡三卷，主要论述元祐时期的文人。

## 逸事
池北偶谈记载，蔡绦，是蔡京的儿子，著有《西清诗话》。宣和五年的时候，有人举报蔡绦论诗以苏轼、黄庭坚为主，然后被朝廷停职，不得继续讨论。陈师道《后山居士集》有《与鲁直（黄庭坚）书》云：‘（赵）正夫有幼子明诚，颇好文义，每遇苏黄半简数字，必录藏，以此失好于父。’正夫，是赵挺之的表字。蔡（京）赵（挺之）之流，他们的权势能够让天下读书人不得学习苏轼黄庭坚的诗文，但是却不能阻止自己的儿子议论学习，可以说非常怪异了。